# Ярославский вокзал
Яросла́вский вокза́л (с 1862 по 1870 год — Троицкий, с 1922 по 1955 год — Северный) — железнодорожный вокзал, пассажирский терминал станции Москва-Пассажирская-Ярославская. Расположен в Красносельском районе Москвы на Комсомольской площади. Относится к Московской региональной дирекции железнодорожных вокзалов. Является одним из десяти вокзалов столицы и считается крупнейшим из них по объёму перевозок. Первое здание вокзала было построено по проекту архитектора Романа Кузьмина в 1862 году для обслуживания железной дороги Москва — Сергиево. К 1870-му линию продлили до Ярославля, а также решили расширить и реконструировать вокзал по проекту Фёдора Шехтеля. Новое строение было выполнено в неорусском стиле с элементами северного модерна.

## История

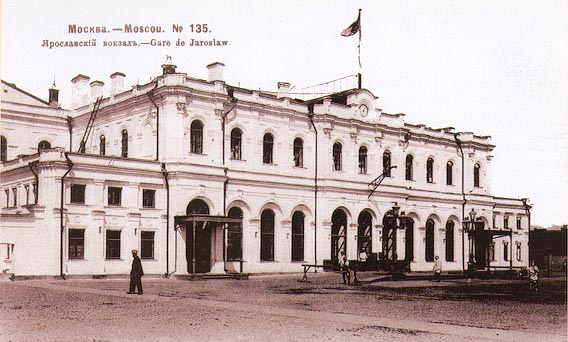
Ярославский вокзал, начало XX века

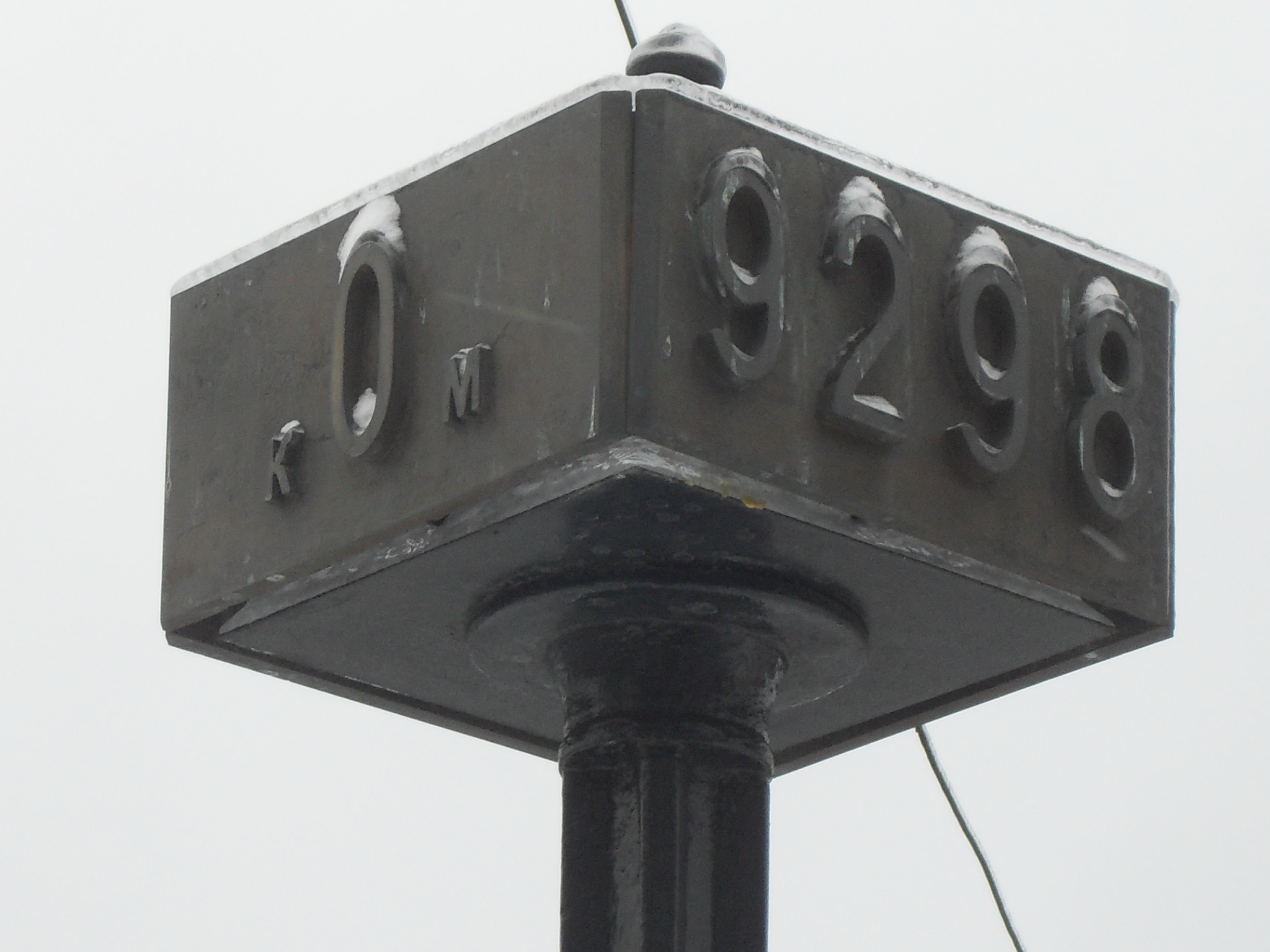
Нулевой километр Транссибирской магистрали, 2011

### Территория вокзала
Предположительно, территория близ Красного пруда в XIV веке относилась к вотчине Василия I. Однако первые достоверные упоминания об этом участке относятся к 1462 году, позднее он перешёл по наследству к Ивану III, получив название Красносельская дворцовая слобода. Тем не менее берега водоёма долгое время не застраивались и использовались только для выпаса скота. К началу XVIII века места от Земляного вала до Красного пруда представляли собой обширное поле. Южная его часть была заболочена, а в северо-западной располагался путевой дворец Алексея Михайловича. Над зданием возвышалась каланча, в честь которой пустырь и получил название Каланчёвская площадь. После возведения Камер-Коллежского вала участок вошёл в состав Москвы и начал постепенно застраиваться. Так, через площадь проходила дорога во Владимирскую землю, у северной границы возвели Артиллерийский полевой двор, где хранились боеприпасы и устраивались военные учения. Во время пожара 1812 года из-за взрыва артиллерийских запасов склад сгорел, повредив при этом окрестные постройки. Двор решили не восстанавливать, а часть его территории в 1844—1849 годах использовали для строительства Николаевского вокзала.

### Строительство и использование
Во второй половине XIX века началось строительство железной дороги между Москвой и Сергиевым Посадом. Изначально её длина составляла 64 версты. Магистраль облегчила путь для паломников Троице-Сергиевой лавры, однако считалась роскошью и не могла нести высокой транспортной нагрузки, поэтому вскоре было решено продлить полотно до Ярославля. Место для конечной станции в Москве выбирали долго, существовали предложения о создании вокзала рядом с Сухаревой башней на 1-й Мещанской улице или у Крестовской заставы. Рассматривался также вариант подведения железнодорожного полотна к Николаевскому вокзалу, но в итоге выбрали пустовавшее рядом с ним место на Каланчёвской площади.
Изначально за проектирование нового здания отвечал архитектор М. Ю. Левестам. Однако его план не удовлетворил правление железной дороги и работы перепоручили Роману Кузьмину. По некоторым данным, ему также помогал Смарагд Шустов. Они создали небольшое двухэтажное здание со строгими архитектурными формами. Строение представляло собой двухэтажный п-образный павильон, ведущий к платформам. Крышу вокзала украшал флагшток со знаменем ведомства путей сообщения. Левый корпус занимали правление железной дороги, зал ожидания и багажное отделение, правый — залы для разных классов пассажиров. Вокзал имел тупиковую организацию и получил название Троицкий. Для освящения нового сооружения 18 августа 1862 года пригласили митрополита Филарета, о чём в московских газетах появилось сообщение:

Правление Московско-Ярославской железной дороги извещает, что с 18 числа августа открывается ежедневное движение от Москвы до Сергиева Посада, на первое время по два раза в день. Впрочем, в случае большого стечения желающих ехать, через три четверти часа после обыкновенных поездов могут быть отправлены случайные поезды. Правление Московско-Ярославской железной дороги извещает господ акционеров, что в субботу, 18 августа, в 11 ч утра будет освящение дороги и станции.

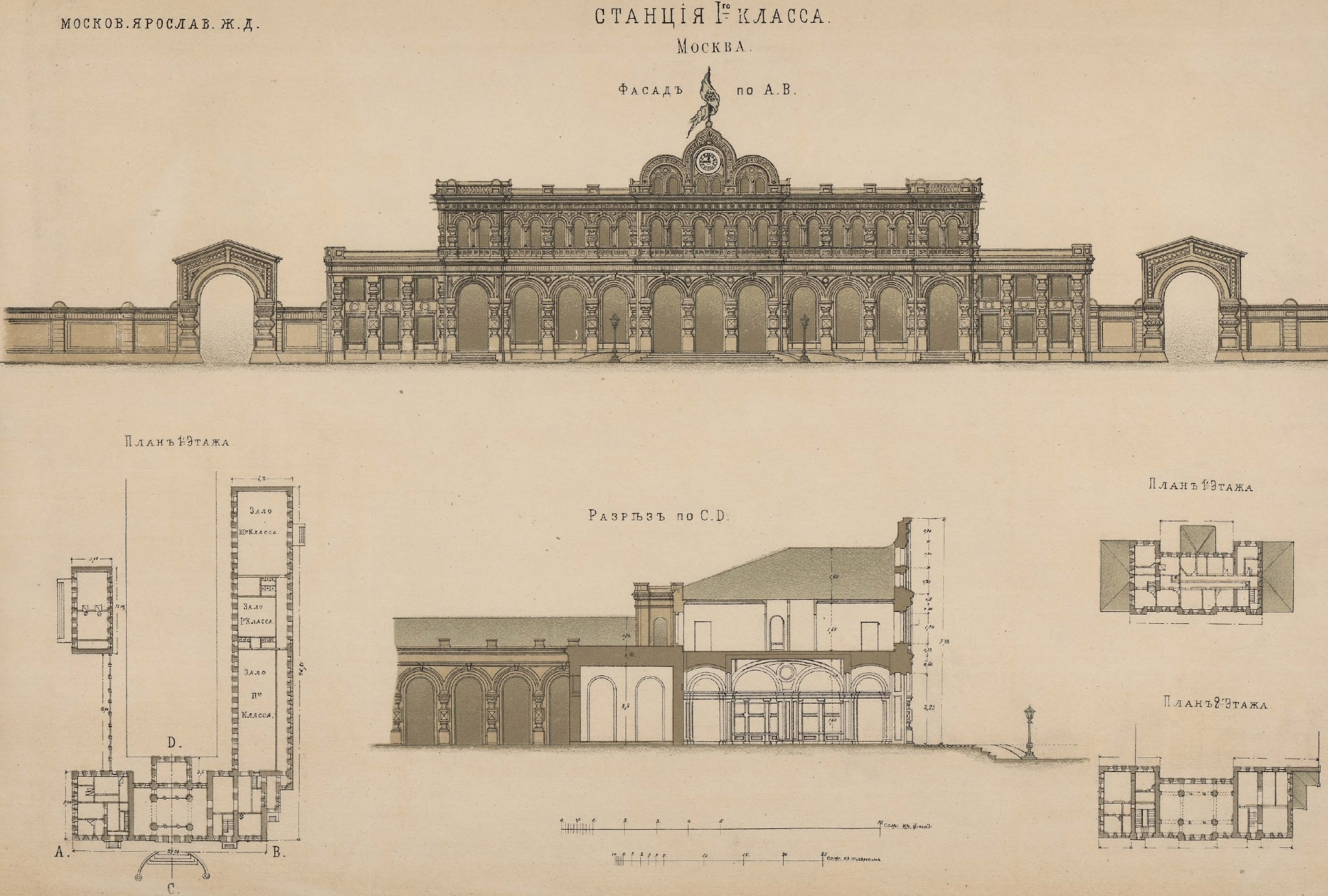
Первое здание вокзала. Чертёж Романа Кузьмина, 1872 год

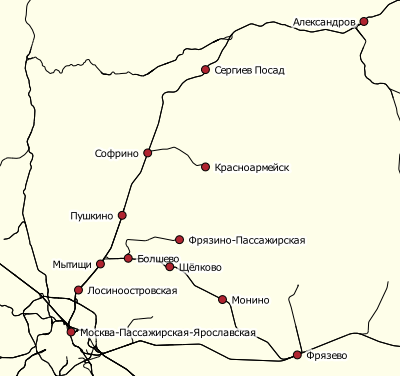
Схема маршрутов пригородных поездов с Ярославского вокзала

Священнослужитель первый раз столкнулся с железнодорожным транспортом, поэтому специально для него провели демонстрацию на территории станции. Несмотря на убеждение во вредности новшества для паломников, он освятил вокзал. Однако после первого путешествия железнодорожным транспортом с членами правления дороги митрополит Филарет переменил своё мнение:
Рекомендую железную дорогу. Сколько употреблено искусства, усилий и средств, чтобы вместо пяти часов ехать полтора.
К 1870 году окончилось строительство железнодорожной магистрали до Ярославля, в связи с чем увеличился пассажиропоток, а вокзал переименовали в Ярославский. В августе 1897 года прибывавший на перрон поезд разогнался слишком сильно и врезался в здание. Газеты того времени так описывали происшествие: 

30 августа на Московской пассажирской станции Ярославской дороги потерпел крушение пассажирский поезд № 9‑бис, прибывающий из Сергиева в 10 часов утра. <…> Катастрофа произошла вследствие того, что поезд подходил к вокзалу таким быстрым ходом, какой допускается только в пути. Поезд следовал в составе 13 вагонов, снабжённых автотормозами Вестингауза, которые по неизвестной причине в данный момент не действовали. Тогда машинист начал давать тревожные свистки для поездной прислуги, чтобы пустить в ход ручные тормоза, что ими тут же было исполнено. Но так как это было слишком поздно, уже в конце платформы вокзала, то удержать поезд не было никакой возможности — он с силой ударился в стоявший в конце пути, у отбойного бруса, порожний багажный вагон. Причём паровоз вошёл в него наполовину и разрушил упорный брус, укреплённый довольно прочно на нескольких рельсах. Затем вся эта масса устремилась через деревянный переход в здание пассажирского вокзала и ударилась в оконный переплёт. Багажным вагоном была разбита стена вокзала до потолка в помещении конторы, где, к счастью, никого не было в это время. Следующие за паровозом вагоны стали напирать, багажный вагон взгромоздился на тендер, который ударил о стену здания Правления дороги.

Так как здание не справлялось с возросшим количеством пассажиров, его решили реконструировать. Изначально работы поручили главному архитектору домостроительного общества Льву Кекушеву. Под его руководством в 1895—1897 годах перестроили восточное крыло вокзала, а также приступили к возведению водонапорной башни. Вскоре после начала реконструкции глава общества Московско-Ярославской дороги Савва Мамонтов, покровительствовавший архитектору, был обвинён в хищении средств, и новое правление предпочло выбрать более экономичный проект. В 1900 году здание вокзала расширили за счёт двух флигелей, однако это не решило проблему. 

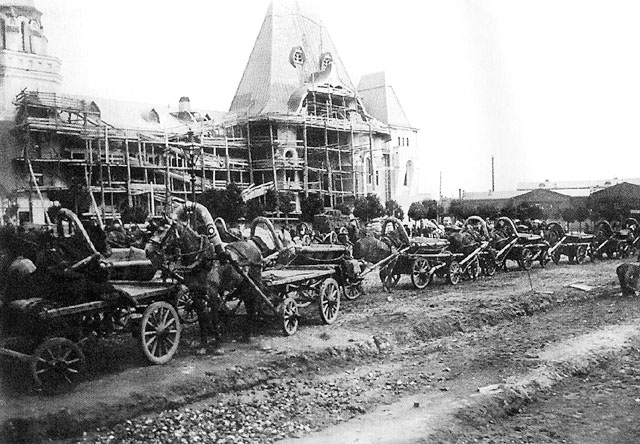
Реконструкция Ярославского вокзала, 1903—1904 года

 Автором нового архитектурного замысла стал Фёдор Шехтель. Начальник Ярославской железной дороги Н. Казаков заказал архитектору здание в «северорусском стиле с некоторым монастырским оттенком». Сам Шехтель так описывал свою идею: 
... я изобразил уголок моих построек в Глазго [павильон Международной выставки в Глазго 1901 года]. Эти постройки, в которых я старался придать русскому стилю суровость и стройность северных построек, мне милы более других произведений. Для меня это мой девиз.

### Современный вид
Задумка архитектора получила единогласное одобрение заказчиков, а также понравилась Николаю II. Шехтель сохранил часть корпуса Кузьмина, расширив только пассажирскую зону за счёт двух боковых корпусов со стороны Каланчёвской площади и одного у заднего фасада. Он использовал новые для того времени материалы: железобетон и металлоконструкции, что значительно удешевило и облегчило строительство. Работы начались весной 1902-го, а завершились через два года. Однако отдельные исследователи указывают, что реконструкция продолжалась вплоть до 1906 года.Новое здание превосходило старое по площади более чем в три раза. Правую часть строения занимали служебные и парадные помещения, левую — залы ожидания. Второй этаж отвели под кабинеты членов правления дороги, там же обустроили зал заседаний. Планировка обновлённого вокзала была схожа с прежней, однако Шехтелю удалось умело организовать пространство и разместить большой вестибюль с кассами, просторные залы для пассажиров, а также оборудовать удобные выходы к платформам. Согласно некоторым данным, в 1910 году под руководством Льва Кекушева возвели перрон вокзала, однако отдельные исследователи полагают, что он был создан ещё в конце XIX века. По задумке архитектора над правой посадочной зоной нависали верхние этажи строения, поддерживаемые рядом толстых колонн. 

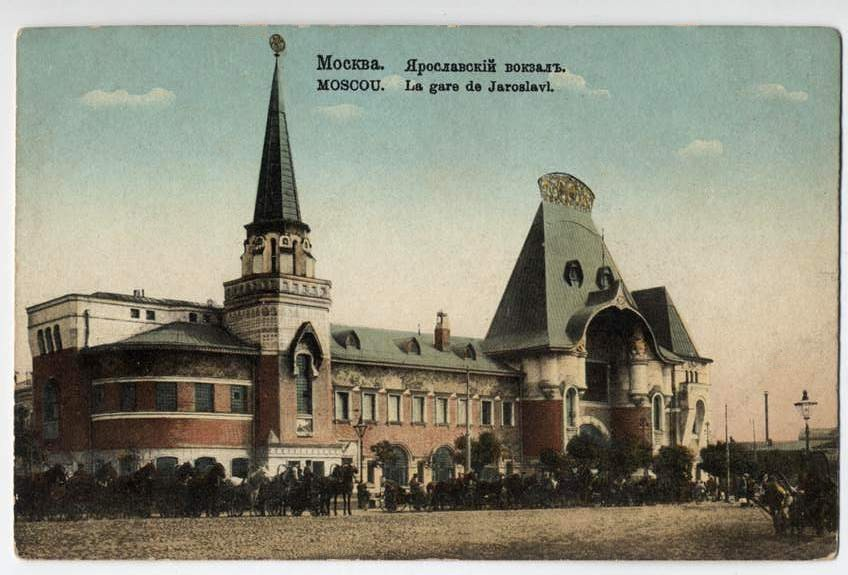
Перестроенное Фёдором Шехтелем здание вокзала, XX век

### Реконструкция
В 1918 году группа архитекторов под руководством Алексея Щусева предложила проект реконструкции Москвы, согласно которому Николаевский и Ярославский вокзалы должны были объединить дебаркадером, однако позднее от этой идеи отказались.  В 1922-м вокзал переименовали в Северный. По некоторым данным, это решение приняли, так как топоним напоминал о Ярославском мятеже. При этом на большинстве общедоступных карт Москвы 1920-х, 1930-х и 1940-х годов вокзал продолжали указывать как Ярославский, в том числе и в подробных указателях к картам 1938 и 1939 годов.
20 июня 1929 года с Северного вокзала отправился первый электрический поезд. В этот период здание не справлялось с увеличившимся пассажиропотоком и через два года его реконструировали. Железнодорожные пути отодвинули, увеличив внутреннюю часть строения. За счёт этого колонны над северо-восточным перроном, возведённые по проекту Кекушева, оказались в центре зала ожидания. Созданные по эскизам Шехтеля светильники сняли, деревянную облицовку стен, скамьи и продовольственные ларьки демонтировали.В послевоенные годы «жутковатые и тревожные» интерьеры Шехтеля перестроили под руководством архитектора Алексея Душкина и скульптора Ивана Ефимова. Верхнюю часть стен между полуколоннами вестибюля заполнили рельефами, изображавшими рыбную ловлю и охоту, а прежние картины Константина Коровина переместили в запасники Третьяковской галереи, однако некоторые исследователи полагают, что их отдали на хранение ещё в 1930-х годах. Название Ярославский вокзал вернули только в 1955-м. 

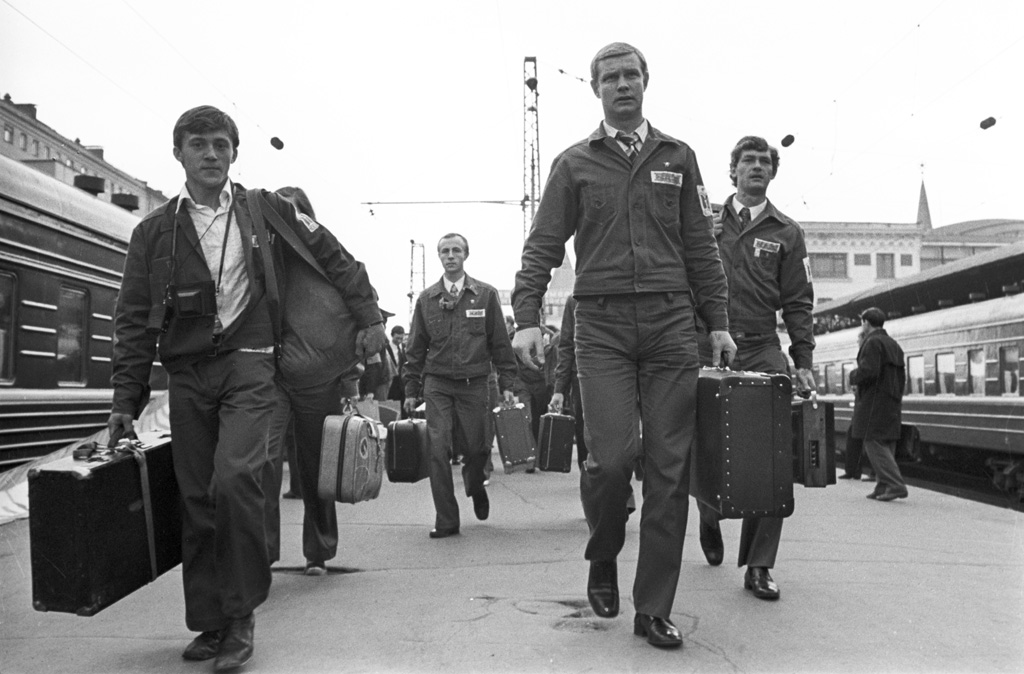
Отряд добровольцев, отправляющийся на строительство Байкало-Амурской магистрали с перрона Ярославского вокзала, 1974 год

Во время реконструкции 1962—1966 годов железнодорожные пути отодвинули ещё раз и между крыльями старого здания возвели двухэтажную пристройку с кассовым залом и залом ожидания с железобетонными сводами второго этажа, сданную в эксплуатацию 1 февраля 1965 года. 

Бывшее здание касс Московского железнодорожного агентства рядом с вокзалом, 2014 год

 По задумке архитекторов Мосгипротранса А. Кулагина и Г. Матохиной такое решение помогло создать образ, соответствовавший «духу времени». При этом в проектной документации отмечалось, что строение «не представляет собой единого композиционного замысла. Крылья здания вокзала, выполненные в стиле модерн с витиеватым грузным карнизом, со случайно расположенными проёмами — безвкусны». Осенью 1961-го дирекция Ярославского вокзала первой в городе приняла решение взимать плату за проход провожатых к вагонам для уменьшения толчеи на перронах. В дальнейшем правило отменяли и возобновляли. В 1995 году планировку вокзала сильно изменили, что позволило увеличить пропускную способность объекта в два раза. Кроме того, были отреставрированы колонный и гербовый залы. В том же году на территории вокзала обустроили гостиницу из списанных вагонов, однако вскоре её закрыли из-за участившихся краж.
В августе 2000 года были установлены турникеты для прохода на платформы пригородных поездов.

## Современность

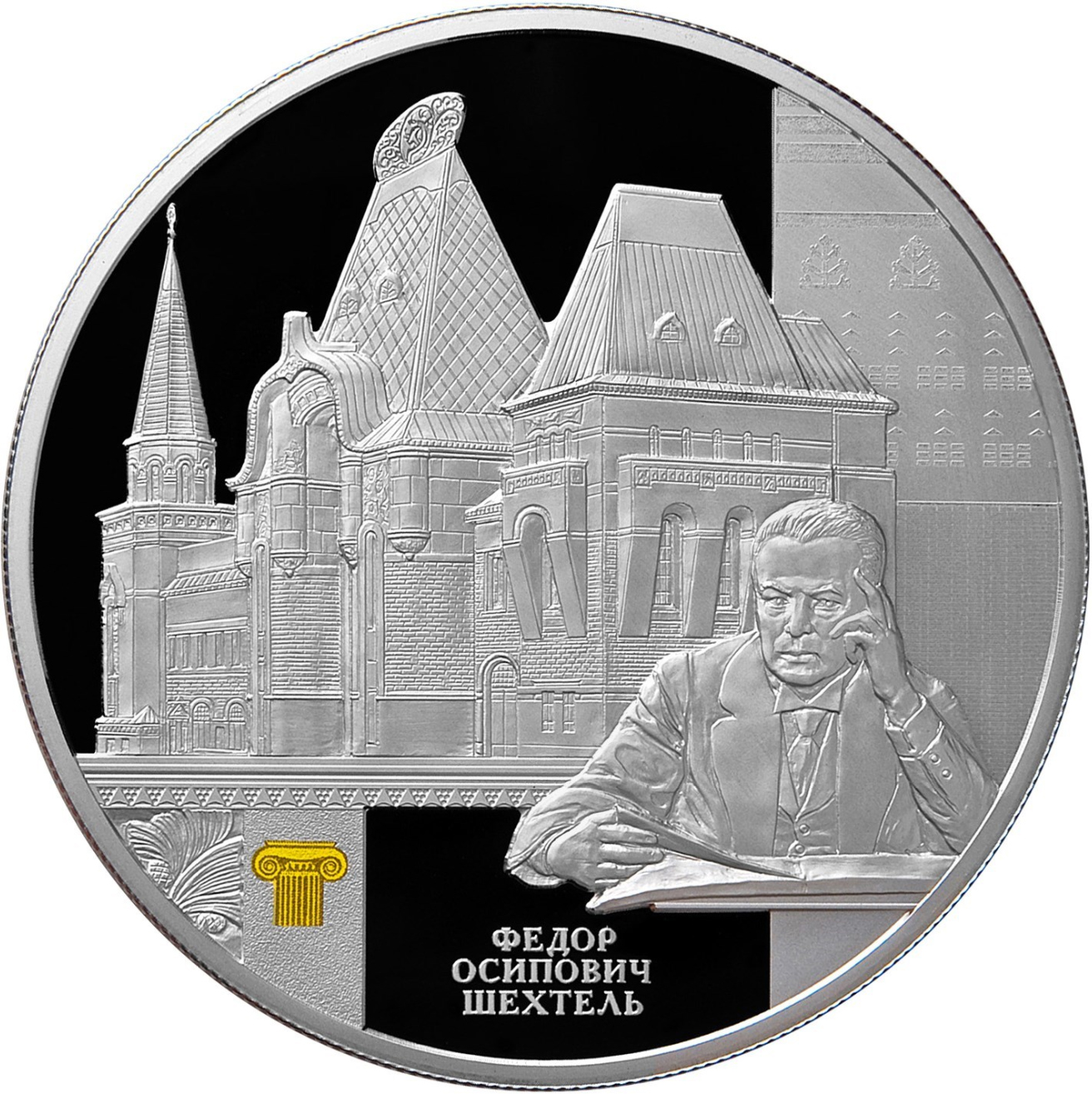
Монета Банка России с изображением вокзала, 2015 год

В 2005 году архитектурное бюро Тимура Башкаева осуществило проект очередной масштабной реконструкции Ярославского вокзала. Во время работ изменили расположение касс, увеличили площадь залов ожидания на 1800 м², что позволило создать дополнительные окна пригородных касс и зоны отдыха пассажиров. Реставраторы восстановили зал ожидания для пассажиров первого класса, дверные проёмы в галерее между вестибюлем и кассами, а также комнату за расписанием поездов, замурованную после революции. Изначально предполагалось снять серп и молот, установленные на фасаде при советском правительстве, однако от этой идеи отказались. В 2014 году на здании установили архитектурную подсветку. Всего было использовано около 500 светильников тёплого и холодного освещения.

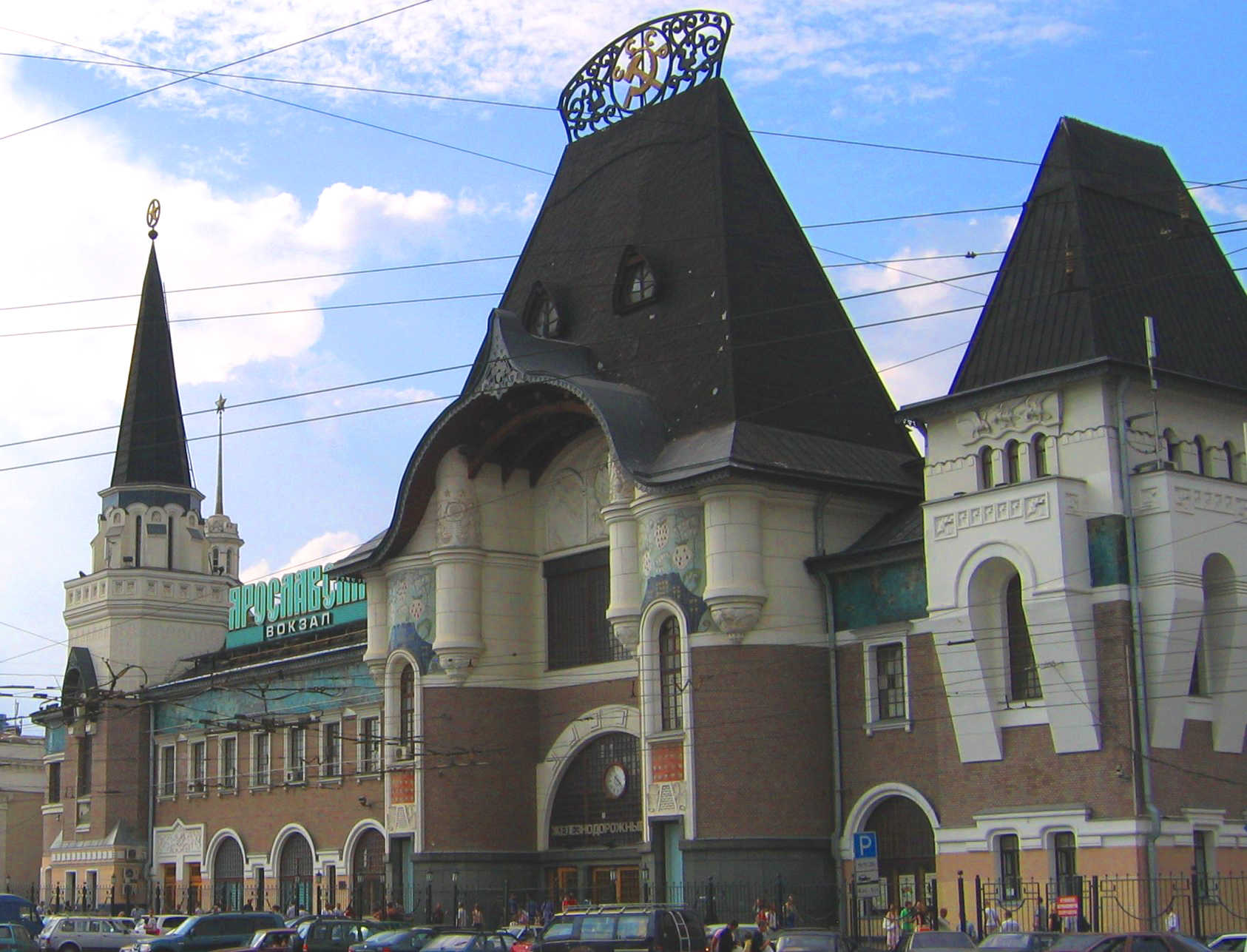
Ризалит вестибюля Ярославского вокзала, 2007 год

26 июля 2015 года на перроне вокзала прошла торжественная встреча «Евразийского поезда дружбы». После чего было подписано соглашение, в соответствии с которым Ярославский и вокзал Сеула признавались побратимами. В этом же году Центральный банк России выпустил серебряную монету, изображавшую вокзал после перестройки Шехтелем.
В 2018-м началось строительство дополнительного пути и островной платформы. Полный комплекс работ на Ярославском направлении предполагалось окончить к 2025 году.

## Архитектурные особенности

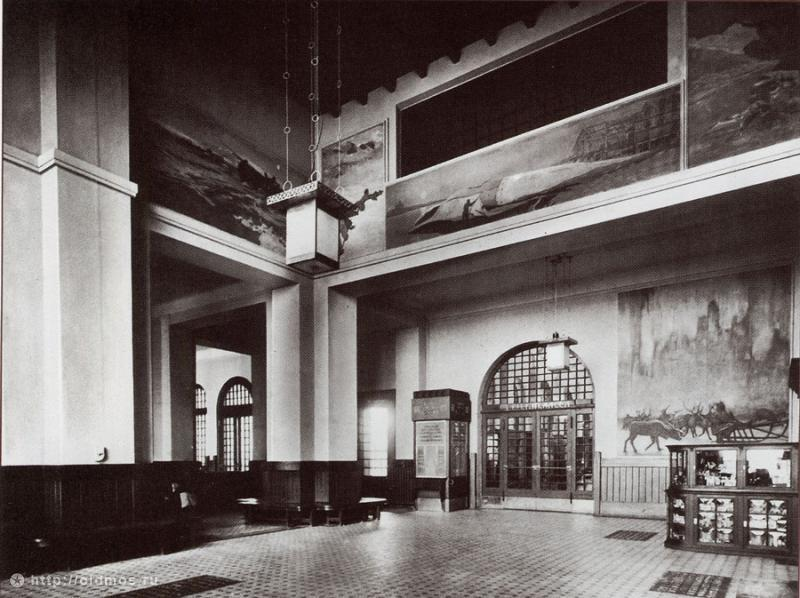
Интерьеры Ярославского вокзала, 1901 год

Здание Ярославского вокзала считается одним из выдающихся творений Фёдора Шехтеля. Он сумел совместить элементы древнерусского зодчества с декором в стиле модерн. Особую схожесть с теремом строение приобретает за счёт соединения разных архитектурных объёмов. Благодаря такому приёму с разных точек обзора формируются уникальные образы строения, единым компонентом которых является левая башня. По задумке архитектора она и вестибюль стали основными вертикальными осями Ярославского вокзала. Их значимость подчёркивает форма кровель: над вестибюлем возвышается гребневидная крыша, а башню венчает высокий шатёр.
Так как при возведении нового здания Шехтель частично использовал старое строение, фасады сохранили отдельные элементы творения Кузьмина. Так, в левой части главного фасада виден монотонный ряд небольших окон, а левый боковой фасад почти не перестраивался.
Массивный объём вестибюля выделен ризалитом и призван олицетворять «городские ворота», ведущие в просторный сводчатый зал ожидания. Над входом архитектор расположил гербы главных городов Ярославской железной дороги — Москвы, Архангельска и Ярославля. Эту часть строения украшают полукруглые пилоны и высокая кровля с подзором, что создаёт причудливое очертание строения. Внешнее убранство вокзала вызывает ассоциации с древним искусством Ярославской и Архангельской губерний, а также с мотивами русского севера. Вокзал опоясывает широкий керамический фриз с растительным узором бирюзового цвета. Он был выполнен по эскизам Шехтеля в Абрамцевской мастерской Саввы Мамонтова. Над крышей вестибюля возвышаются кованые украшения, напоминающие северные орнаменты.
Изначально интерьеры вокзала были сходны с мотивами внешнего убранства. Помещения украшали картины Константина Коровина, посвящённые быту людей на севере страны. Среди них: «Лодки поморов в море», «Съёмка жира с кита», «Охота на моржей», «Базар в приморском становище», «Прокладка железной дороги» «Северное сияние», «Оленья упряжка» и другие.

## Пассажирское движение

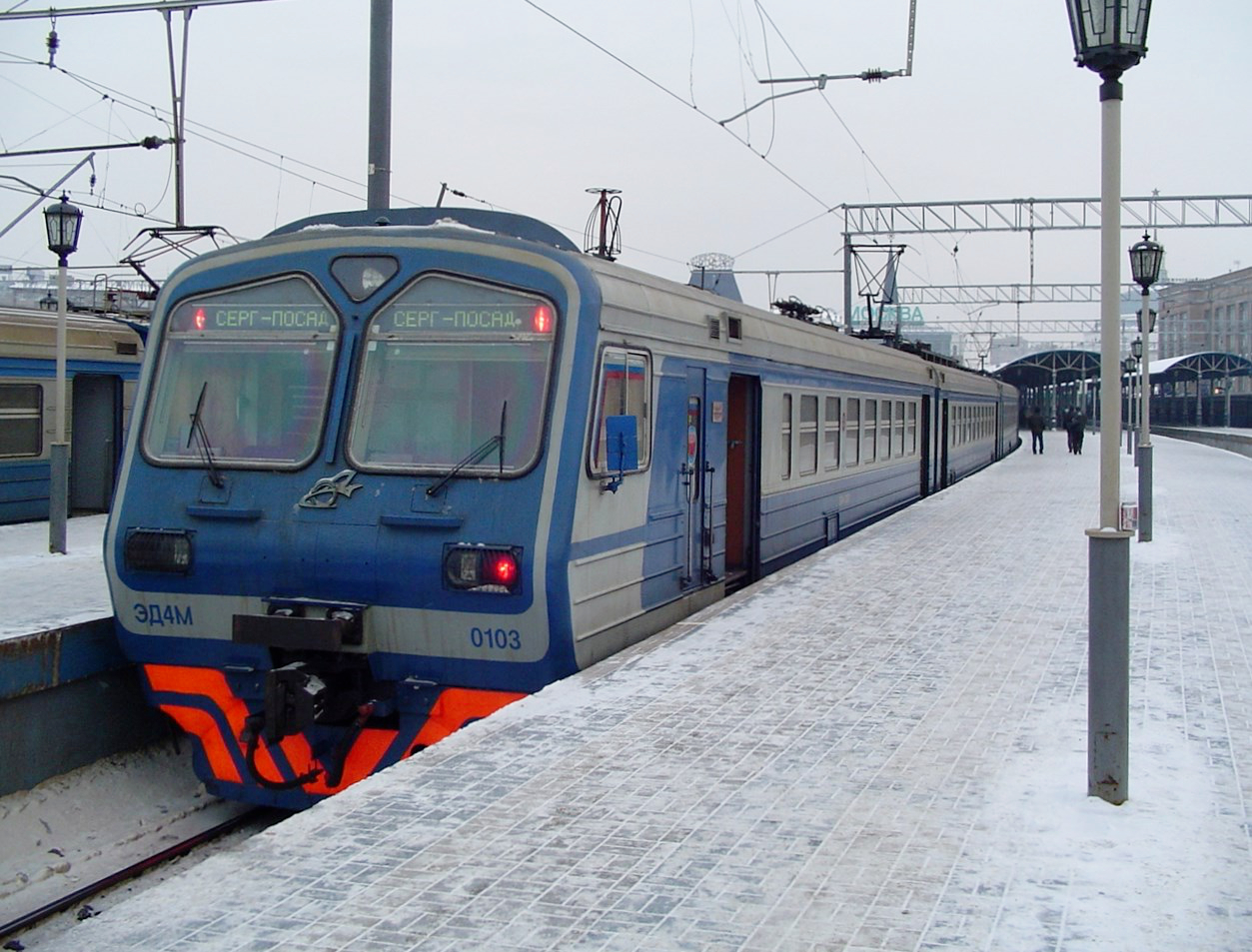
Электропоезд ЭД4М на перроне вокзала, 2006 год

По состоянию на 2017 год вокзал занимает первое место по объёму пассажиропотока в стране. При этом основная доля перевозок приходится на поезда пригородного сообщения — более 6 миллионов человек в месяц, в то время как маршрутами дальнего следования в месяц пользуется только чуть более 500 тысяч человек. По оценкам экспертов, к 2020 году объём перевозок по направлению Москва-Пассажирская-Ярославская-Мытищи должен составить 52 — 55 тысяч человек в сутки. Планируется, что строительство дополнительного пути от Ярославского вокзала поможет ввести 53 дополнительных поезда и увеличит пропускную способность вокзала на 24 %. Это должно увеличить пропускную способность станции до 270 в сутки к 2025 году.
По состоянию на июль 2018 года с Ярославского вокзала отправляются пригородные электропоезда по следующим направлениям: Александров I, Балакирево, Болшево, Зелёный Бор, Красноармейск, Монино, Мытищи, Пушкино, Сергиев Посад, Софрино, Фрязево, Фрязино-Пассажирская, Щёлково.
Вокзал служит отправной точкой современной Транссибирской магистрали, «нулевой километр» которой располагается между третьим и четвёртым путями. С вокзала отправляются самые дальние поезда в мире, идущие из Москвы во Владивосток. Также Ярославский вокзал является конечным пунктом для многих поездов Северной железной дороги, связывающих Москву с городами севера европейской части России: Архангельском, Воркутой и др.

### Направления, перевозчики и расписание
| Перевозчик                                    | Дистанция                               | Направления и расписание |
| --------------------------------------------- | --------------------------------------- | ------------------------ |
| Российские железные дороги                    | Дальнее следование                      | РЖД                      |
| ТрансКлассСервис                              | Дальнее следование                      | ТКС                      |
| Центральная пригородная пассажирская компания | Межрегиональное и пригородное сообщение | ЦППК                     |

### Скоростное и ускоренное движение
| Дистанция                 | Дистанция     | Дистанция                                                                                         | Остановки | Протяжённость | Время в пути    | Тип поезда | Вагонов |
| ------------------------- | ------------- | ------------------------------------------------------------------------------------------------- | --------- | ------------- | --------------- | ---------- | ------- |
| Ярославское направление   |               |                                                                                                   |           |               |                 |            |         |
| Москва Ярославский вокзал |               |                                                                                                   |           |               |                 |            |         |
| ↔                         | Кострома      | Ярославль, Нерехта                                                                                | 367 км    | 4 ч. 10 мин.  | ЭС1П «Ласточка» | 5          |         |
| ↔                         | Болшево       | Лосиноостровская, Мытищи                                                                          | 25 км     | 0 ч. 28 мин.  | ЭД4М            | 6 — 11     |         |
| ↔                         | Пушкино       | Ростокино, Лосиноостровская, Мытищи                                                               | 30 км     | 0 ч. 30 мин.  | ЭД4М            | 6 — 11     |         |
| ↔                         | Сергиев Посад | Ростокино, Лосиноостровская, Мытищи, Пушкино, Софрино, Хотьково                                   | 70 км     | 1 ч. 08 мин.  | ЭД4М            | 6 — 11     |         |
| ↔                         | Александров   | Ростокино, Лосиноостровская, Мытищи, Пушкино, Софрино, Хотьково, Сергиев Посад, Струнино          | 112 км    | 1 ч. 47 мин.  | ЭД4М            | 6 — 11     |         |
| ↔                         | Фрязино       | Лосиноостровская, Мытищи, Подлипки-Дачные, Болшево, Ивантеевка-2                                  | 41 км     | 0 ч. 52 мин.  | ЭД4М            | 6 — 11     |         |
| ↔                         | Монино        | Лосиноостровская, Мытищи, Подлипки-Дачные, Болшево, Загорянская, Воронок, Чкаловская, Бахчиванджи | 49 км     | 1 ч. 02 мин.  | ЭД4М            | 6 — 11     |         |
| ↔                         | Мытищи        | Ростокино                                                                                         | 18 км     | 0 ч. 20 мин.  | ЭД4М            | 6 — 11     |         |

### Наземный общественный транспорт (Комсомольская площадь)
На этой станции можно пересесть на следующие маршруты городского пассажирского транспорта:
- Автобусы: м60, 40, 604, с633, н15
- Троллейбусы: Т
- Трамваи: 7, 13, 37, 50

## В кинематографе
- «Аэлита» (1924)
- «Девушка с характером» (1939)
- «Поезд идёт на восток» (1947)
- «Сказание о земле Сибирской» (1947)
- «Алёша Птицын вырабатывает характер» (1953)
- «В добрый час!» (1956)
- «Лёгкая жизнь» (1964)
- «Ваш сын и брат» (1966)
- «Служебный роман» (1977)
- «Хочу тебе сказать» (1985)